# Telewizja komercyjna

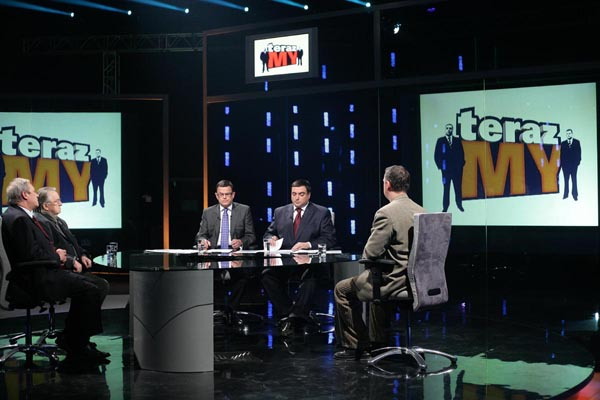
Telewizja komercyjna

Telewizja komercyjna – stacja telewizyjna utrzymująca się z własnych środków, przede wszystkim z reklam. Program dopasowany jest do gustów większości widzów lub ich części. Komercyjne stacje telewizyjne emitują często treści, na które nie ma miejsca w telewizji publicznej. Ważną rolę w takiej telewizji odgrywają wyniki oglądalności.
Do telewizji komercyjnych należą takie stacje jak: Polsat, TVN, RTL, Sat.1, TV Puls, NBC.